# Pasul Simplon
Pasul Simplon, sau cum mai este numit scurt „Simplon”, este o trecătoare cu șosea care aparține de magistrala națională N9 în Alpii Walliser din Elveția.

## Geografie
Trecătoarea situată la altitudinea de 2005 m deasupra n.m. leagă Valea Ronului din cantonul Valais, Elveția, cu Val d'Ossola din provincia Verbano-Cusio-Ossola, Italia și cu regiunea Lago Maggiore. Șoseaua care trece prin pas începe în nord în localitatea Brig și trece pe lângă un Hospiz (cămin) situat aproape de vârf. Pe partea sudică a trecătorii se află satul Simplon și localitatea de graniță Gondo. Pe teritoriul Italiei urmează localitățile Iselle, Varzo și Domodossola. Pe traseul trecătorii sunt 2 lacuri alpine (Rotelsee, Hopschelsee), iar pe partea sudică se poate vedea vârful Fletschhorn acoperit de ghețari.